# Stibasoma bicolor
Stibasoma bicolor är en tvåvingeart som beskrevs av Jacques-Marie-Frangile Bigot 1892. Stibasoma bicolor ingår i släktet Stibasoma och familjen bromsar. Inga underarter finns listade i Catalogue of Life.